# Victor-François, 8è duc de Broglie
Victor-François Marie Léon, 8è duc de Broglie (París, 25 de març de 1949 – Broglie, 12 de febrer de 2012) fou un aristòcrata francès i titular del títol de duc de Broglie.
El duc va néixer a París, sent el fill gran del príncep Jean de Broglie (1921–1976). Va accedir al títol ducal el 1987, després de la mort del seu cosí llunyà, el físic i Premi Nobel Louis, 7è duc de Broglie, sense hereus. El besavi del seu pare, Albert, 4t duc de Broglie, era l'avi de Louis de Broglie, i no hi havia cap més home adult supervivent.
El duc era actiu en la política local a l'Eure, i va servir com a alcalde del seient ducal de Broglie. Va morir de sobtadament al castell de Broglie el 12 de febrer de 2012 (Le Figaro, 14 febrer 2012, p. 15). El duc era solter, i els seus títols van ser heretats pel seu germà petit, també solter. Tanmateix, hi ha diversos cosins joves, alguns amb fills.